# Велярный носовой согласный
Велярный носовой согласный — носовой согласный звук, встречающийся в некоторых языках.

## Характеристика звука
- Место образования: велярный
- Способ артикуляции: носовой
- Сонант, звонкий
- Пульмонический согласный

## Распространённость
| Язык            | Язык            | Слово      | МФА             | Перевод             | Примечание                                                                      |
| --------------- | --------------- | ---------- | --------------- | ------------------- | ------------------------------------------------------------------------------- |
| Алеутский       | Алеутский       | chaang     | [tʃɑːŋ]         | «пять»              |                                                                                 |
| Английский      | Английский      | thing      | [θɪŋ]           | «вещь»              |                                                                                 |
| Башкирский      | Башкирский      | бәрәңге    | [bæræŋˈɡɘ]      | «картофель»         |                                                                                 |
| Древнегреческий | Древнегреческий | αποτυγχάνω | [aˌpo̞tyŋˈkʰano̞] | «я ошибаюсь»        |                                                                                 |
| Казахский       | Казахский       | аңшы       | [aŋ'ʃɯ]         | «охотник»           |                                                                                 |
| Каталанский     | Каталанский     | sang       | [saŋ]           | «кровь»             |                                                                                 |
| Польский        | Польский        | bank       | ['bãŋk]         | «банк»              | Аллофон /n/ перед /k/, /g/ и /x/; палатализованный [ŋʲ] перед [kʲ], [gʲ] и [xʲ] |
| Татарский       | Татарский       | маңгай     | [mɑŋˈɣɑɪ̯]       | «лоб»               |                                                                                 |
| Французский     | Французский     | parking    | [paʀkiŋ]        | «стоянка автомашин» |                                                                                 |
| Чешский         | Чешский         | tank       | [taŋk]          | «танк»              |                                                                                 |
| Чукотский       | Чукотский       | ӈыроӄ      | [ŋəɹoq]         | «два»               |                                                                                 |
| Японский        | Японский        | 考える     | [käŋgäe̞̞ɾ̠ü͍]      | «думать, полагать»  | ん перед «к» и «г»; встречается не во всех идиомах                              |